# 5 Years in a LIVEtime
5 Years in a LIVEtime je drugo video album izdanje američkog progresivnog metal sastava Dream Theater. Na DVD-u se nalazi kompilacija koncerata od njihovog posljednjeg videoalbuma Images and Words: Live in Tokyo.

## Popis izvedbi
1. "Burning My Soul"
2. "Cover My Eyes"
3. "Lie" (video spot)
4. "6:00"
5. "Voices"
6. "The Silent Man" (video spot)
7. "Damage, Inc."
8. "Easter"
9. "Starship Trooper"
10. "Hollow Years" (video spot)
11. "Puppies on Acid"
12. "Just Let Me Breathe"
13. "Perfect Strangers"
14. "Speak To Me"
15. "Lifting Shadows Off a Dream"
16. "Anna Lee"
17. "To Live Forever"
18. "Metropolis"
19. "Peruvian Skies"
20. "Learning to Live"
21. "A Change of Seasons"

## Dodatne informacije
- 2004. godine, 5 Years in LIVEtime je izdan kao drugi DVD u dvostrukom DVD izdanju Images and Words  / 5 Years in a LIVEtime.

## Izvođači
- James LaBrie - vokali
- John Petrucci - gitara
- John Myung - bas-gitara
- Mike Portnoy - bubnjevi
- Kevin Moore - klavijature
- Derek Sherinian - klavijature

## Vanjske poveznice
Službene stranice Dream Theatera  Arhivirana inačica izvorne stranice od 9. studenoga 2008. (Wayback Machine) - 5 Years in a LIVEtime